# Chlorophonia cyanea
Clorofónia-de-nuca-azul ou gaturamo-bandeira (Chlorophonia cyanea) é uma ave passeriforme da família dos fringilídeos, nativa de regiões tropicais da América do Sul. Os machos de tais aves têm as cabeças, gargantas e peitos verdes, alto dorso e uropígio azuis, ventre amarelo dourado, enquanto as fêmeas diferem apenas pela ausência de azul no uropígio. Também são conhecidas pelos nomes de bonito-do-campo, bandeirinha, canário-assobio, gaturamo-bandeirinha, gaturamo-filó e gaturamo-verde.

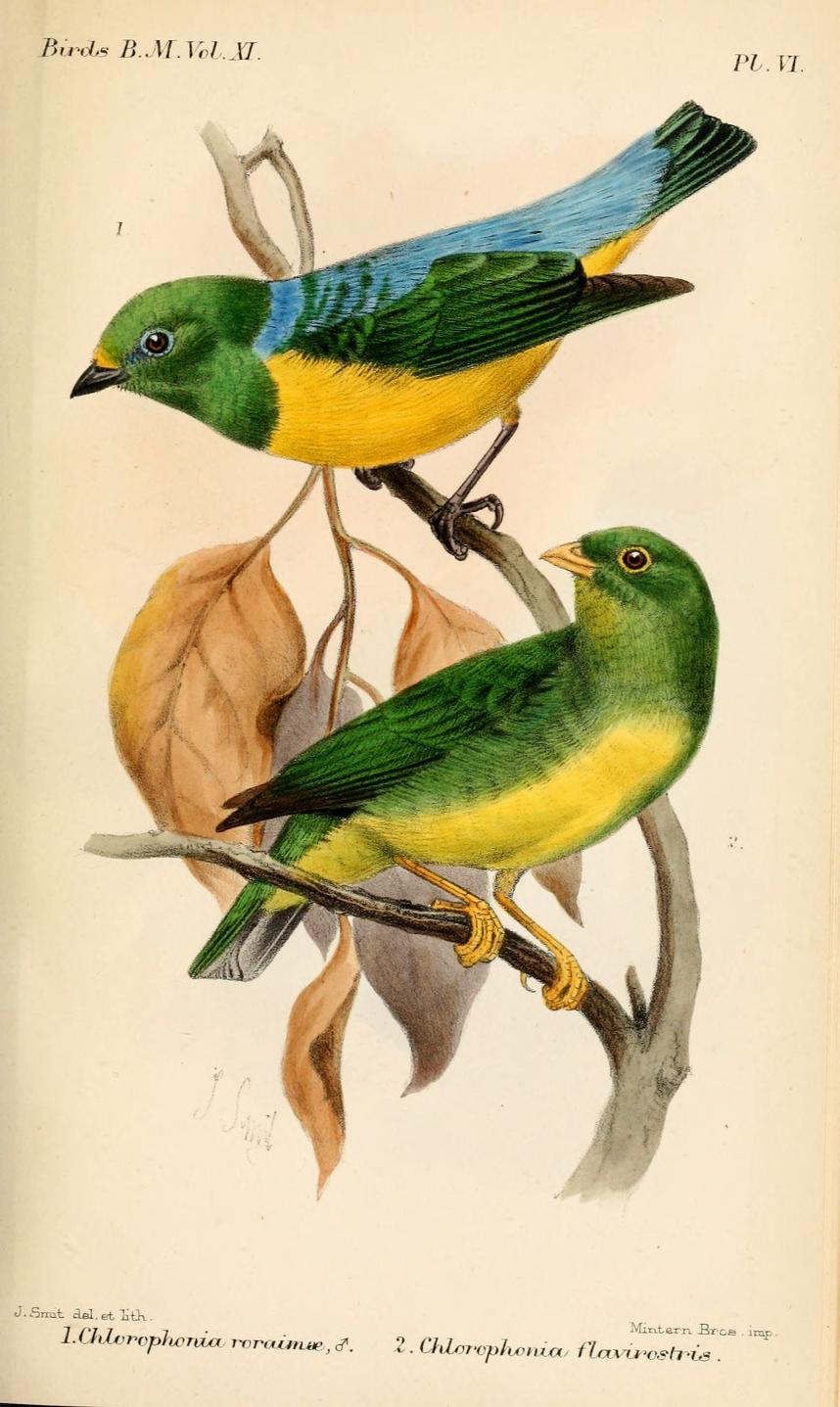
Ilustração por Joseph Smit, 1886

## Subespécies
Há sete subespécies reconhecidas da Chlorophonia cyanea:
- C. c. psittacina (Bangs, 1902), norte da Colômbia
- C. c. frontalis (Sclater, PL, 1851), norte da Venezuela
- C. c. minuscula (Hellmayr, 1922), nordeste da Venezuela
- C. c. roraimae (Salvin & Godman, 1884), sul da Venezuela, noroeste do Brasil e Guiana
- C. c. intensa (Zimmer, JT, 1943), oeste da Colômbia
- C. c. longipennis (Du Bus de Gisignies, 1855), oeste da Venezuela ao centro da Bolívia e noroeste da Argentina
- C. c. cyanea (Thunberg, 1822), sueste do Brasil, leste do Paraguai e nordeste da Argentina